# ラッザーロ・モチェニーゴ (エンリコ・トーチ級潜水艦)
ラッザーロ・モチェニーゴ（イタリア語：Lazzaro Mocenigo, S 514）は、イタリア海軍のエンリコ・トーチ級潜水艦4番艦。艦名はヴェネツィア共和国出身で17世紀に活躍した提督ラッザーロ・モチェニーゴに由来する。

## 艦歴
「ラッザーロ・モチェニーゴ」は、リウーニティ造船モンファルコーネ造船所で建造され1967年6月12日に起工、1968年4月20日に進水、1968年12月28日に就役する。
トーチ級はその静粛性と乗員による高度な操艦技術により、ソビエト連邦およびワルシャワ条約機構の潜水艦および任務部隊による攻撃を想定した演習で仮想敵を演じた。
現役間は、119,000海里を航海し、22,000時間にわたり水中で活動した。1993年10月15日に退役する。その後、アウグスタプンタ・クーニョ（Punta Cugno）に係留され、アウグスタ船の博物館に展示物として利用される予定。